# Géo Voumard
Géo Voumard (* 2. Dezember 1920 in Biel/Bienne; † 3. September 2008 in Sion) war ein Schweizer Komponist, Arrangeur, Pianist und Radiojournalist. Zusammen mit Claude Nobs und René Langel begründete er 1967 das Montreux Jazz Festival.

## Leben

### Karriere als Pianist
Géo Voumard trat bereits mit 15 Jahren als Pianist in Begleitung eines Schlagzeugs auf. Es brach der Zweite Weltkrieg aus; Voumard war im Aktivdienst, von dem er aber 1942 einen längeren Urlaub erhielt, so dass er sich wieder der Musik widmen konnte. Géo Voumard spielte in St. Moritz und Davos vor internationalem Publikum und lernte während dieser Zeit viele Musiker kennen. Ab 1944 war Géo Voumard als Pianist für 30 Monate in der «Hazy Osterwald Bigband» tätig, bis er diese nach Kriegsende verliess, um in der französischsprachigen Schweiz eigene Bands (Formationen) zu bilden. Géo Osterwald nahm seine ersten Platten im Jahr 1947 auf, bei «Elite Spezial» in Zürich.
Géo Voumard gründete das Orchester «The Continental», wo er die Themen für den Jazz geschrieben uns sie für die Gruppe orchestriert hat. Nach der 1948 erfolgten Umstellung der Bigband auf ein Sextett gründete Voumard ein eigenes Jazz-Trio. Mit dem «Géo Voumard Trio» ging er bis 1952 in der ganzen Schweiz und auch in anderen europäischen Ländern auf Tournee. Als Pianist erfreute er sein Publikum mit seinem präzisen und glasklaren Anschlag sowie mit seiner Virtuosität und dem fliessenden Klaviersound.
Auch später trat das «Trio Géo Voumard» immer wieder auf. In der Zeit seines Bestehens war es insgesamt über 33 Mal auf Tournee. Der Bassist des Trios, Bob Jaquillard, verstarb 1985 und der Schlagzeuger des Trios, Stuff Combe, ein Jahr später, 1986.
Im Jahr 1999 gab der Sender «Radio Suisse Romande» ein Album mit der Musik Voumards aus den Jahren 1953 bis 1977 heraus, was in einem Bühnen-Comeback Voumards resultierte: Er stellte ein Quintett von Jazzmusikern zusammen und trat damit 2003 noch im Alter von 83 Jahren beim Montreux Jazz Festival auf.

### Tätigkeit beim Radio
Nach Touren durch Europa war er ab 1952 Pianist und Komponist bei Radio Lausanne; zudem leitete er verschiedene Musiksendungen. Er komponierte unter anderem Musik für Bühnenaufführungen, Cabarets, musikalische Komödien, Chansons und schrieb Musik für die Eröffnung der Schweizer Landesausstellung 1964.
Von 1966 bis 1983 war er Programmdirektor bei Radio Lausanne für die Sendung «animation et divertissement». Zur Zeit der Gründung des Montreux Jazz Festival, im Jahr 1967, war er zudem Vorstandsmitglied der Europäischen Rundfunkunion. Géo Vourmard war 31 Jahre lang bei Radio Lausanne respektive Radio suisse romande tätig und wirkte bei der Gründung der Radiosendung «Jazz-Partout» mit.

### Beitrag zu Musikfestivals
1956 gewann Voumard zusammen mit Émile Gardaz als Komponist des Liedes Refrain, gesungen von Lys Assia, den ersten Eurovision Song Contest in Lugano.
Géo Voumard war Mitbegründer des Montreux Jazz Festivals. Einer seiner Kollegen, der Jazzkritiker und Journalist René Langel, holte ihn für die Gründung und Mitarbeit beim Montreux Jazz Festival, das Claude Nobs initiiert hatte, mit ins Boot. Géo Vourmard stellte mehrere Jahre lang die Programmation und die Animation für das Montreux Jazz Festival sicher. 1968 trat er selbst auf dem Montreux Jazz Festival mit Benny Bailey auf.
Im Jahr 1974 initiiert Voumard das Musikfestival «Festival Folk d'Epalinges», zu dem auch Musikbands aus England, Irland und Schweden eingeladen wurden.

## Diskografische Hinweise
- Flavio Ambrosetti Sextet, 1943
- Geo Voumard Trio with Mers Eddy and His Strings – Piano, Strings And Sound
- Géo Voumard – 25 Ans De Jazz, 1953–1977
- Géo Voumard Trio – Geo Voumard Trio
- Hazy Osterwald – Big Bands of Europe Vol. II, 1946–1948
- Various – The Golden Swing Years, 1942–1947